# Шашкино (Орловская область)
Шашкино — деревня в Мценском районе Орловской области России. Входит в состав Карандаковского сельского поселения.

## География
Деревня находится в северной части Орловской области, в лесостепной зоне, в пределах центральной части Среднерусской возвышенности, на правом берегу реки Оки, на левом берегу реки Зуши, на расстоянии примерно 16 километров (по прямой) к северо-западу от города Мценска, административного центра района. Абсолютная высота — 149 метров над уровнем моря.
В западной части деревня Шашкино граничит с рекой Ока, на другом берегу которой расположена деревня Верхнее Ущерево. В северной части протекает река Зуша, которая отделяет деревню от Тульской области. Чтобы добраться до ближайших населенных пунктов Тульской области Троицкое-Бачурино, Малая Сальница, Снежедь, можно воспользоваться автомобильным мостом в деревне Миново, которая расположена на юго-востоке.
Климат характеризуется как умеренно континентальный с умеренно морозной зимой и теплым, иногда жарким летом. Средняя многолетняя температура самого холодного месяца — января, составляет −9,4°С, температура самого теплого +19°С.
Часовой пояс
Деревня Шашкино, как и вся Орловская область, находится в часовой зоне МСК (московское время). Смещение применяемого времени относительно UTC составляет +3:00.

## Население
| 2002 | 2010 |
| ---- | ---- |
| 209  | ↘201 |

Половой состав
По данным Всероссийской переписи населения 2010 года в гендерной структуре населения мужчины составляли 45,3 %, женщины — соответственно 54,7 %.
Национальный состав
Согласно результатам переписи 2002 года, в национальной структуре населения русские составляли 92 % из 209 чел.

## Инфраструктура
Действуют основная школа и фельдшерско-акушерский пункт.

## Улицы
Уличная сеть деревни состоит из четырёх улиц.